# Anisotremus davidsonii
Anisotremus davidsonii es una especie de pez del género Anisotremus, familia Haemulidae. Fue descrita científicamente por Steindachner en 1876.
Se distribuye por el Pacífico Central Oriental: desde Santa Cruz en el centro de California, EE. UU. hasta el sur de Baja California, México. La longitud total (TL) es de 58 centímetros. Habita en aguas costeras, generalmente en arrecifes rocosos y ocasionalmente en fondos arenosos. Su dieta se compone de crustáceos, moluscos y briozoos.
Está clasificada como una especie marina inofensiva para el ser humano.